# 타민스

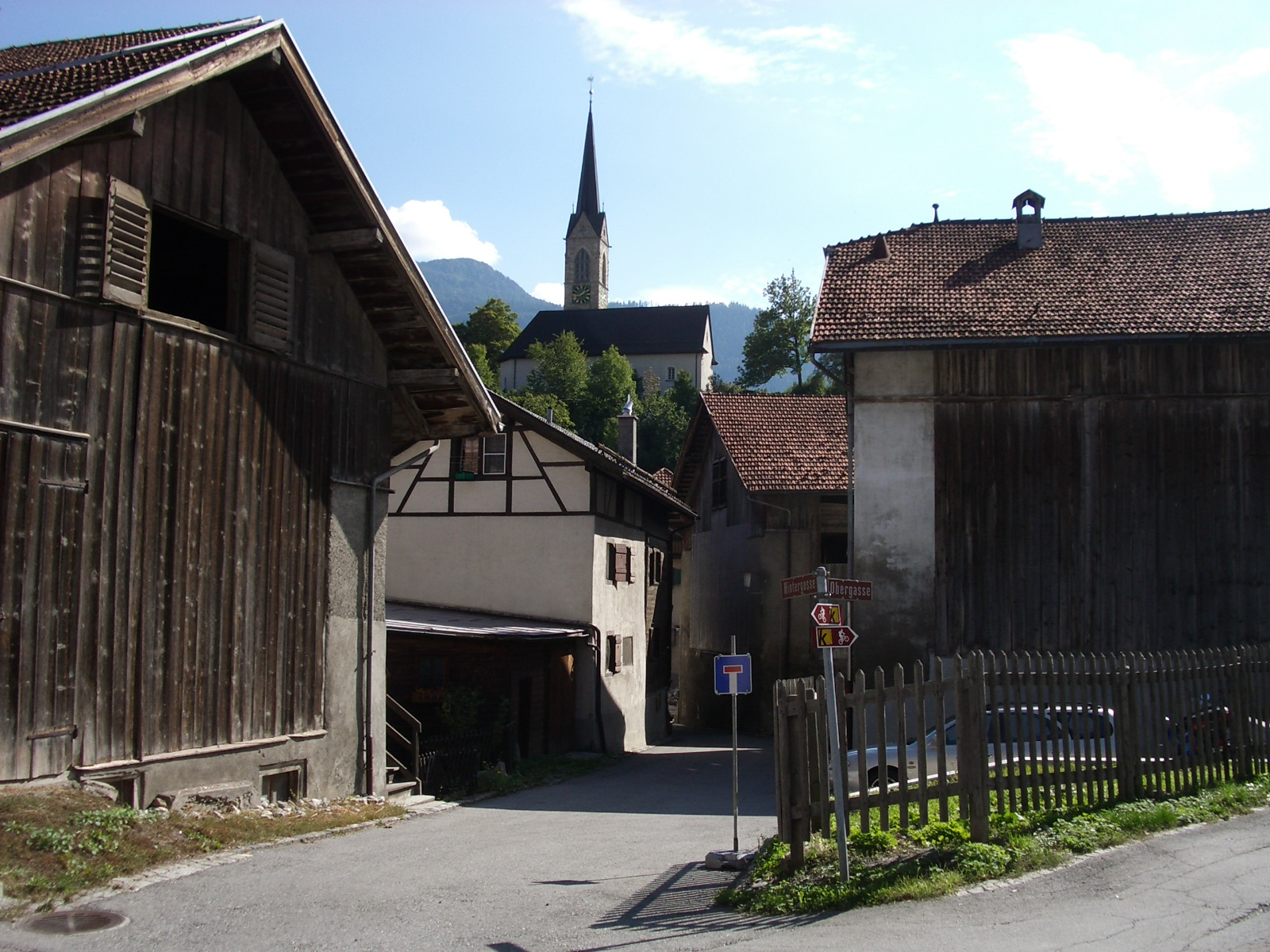

타민스(Tamins, 로만슈어: Tumein)는 스위스 그라우뷘덴주 임보덴군에 있는 마을이자 자치체이다.

## 역사
타민스는 1224년에 "Tuminne"으로 처음 언급되었다. 1225년에는 "Tvminnis"로, 1399년에는 "Tumins"로 언급되었다.

## 지리
타민스의 면적은 2006년 현재 40.7km2(15.7평방마일)이다. 이 지역 중 16.5%는 농업 목적으로 사용되고 50.1%는 산림이다. 나머지 토지 중 1.4%는 사람이 거주하는 곳(건물이나 도로)이고 나머지(32%)는 비생산적인 토지(강, 빙하, 산)이다.

## 인구
타민스의 인구(2020년 12월 31일 기준)는 1,226명이다. 2008년 기준으로 전체 인구의 13.0%가 외국인으로 구성되어 있다. 지난 10년 동안 인구는 -5.5%의 비율로 감소했다.
| 연도 | 인구  |
| ---- | ----- |
| 1850 | 770   |
| 1888 | 585   |
| 1900 | 863   |
| 1930 | 618   |
| 1950 | 781   |
| 2000 | 1,167 |